# Lancefieldella parvula
Lancefieldella parvula es una especie de  bacteria grampositiva del género Lancefieldella. Fue descrita en el año 2018, es la especie tipo. Su etimología hace referencia a pequeña. Anteriormente conocida como Atopobium parvulum, que fue descrita en 1993. También se la ha llamado Streptococcus parvulus y Peptostreptococcus parvulus. Es anaerobia estricta e inmóvil. Crece de forma individual, en parejas o cadenas cortas. Forma colonias convexas y traslúcidas. Temperatura de crecimiento óptima de 37 °C. Tiene un genoma de 1,54 Mpb y un contenido de G+C de 45,7%. Se ha aislado en surco gingival humano.